# Ural (reka)
Ural (rusko Урал, baškirsko Яйыҡ – Yayıq) je reka na skrajnem vzhodu Evrope, ki izvira na jugu Uralskega gorovja in teče prek ozemlja Rusije ter Kazahstana do izliva v Kaspijsko jezero. Z dolžino 2428 km je za Volgo in Donavo tretja najdaljša evropska reka, njeno 253.000 km² veliko porečje pa je 8. največje v Evropi. Tradicionalno jo obravnavamo kot mejno reko med Evropo in Azijo.

## Geografija
Njen izvir je ob vznožju gora Nažimtau in Utjaš na jugovzhodu Uralskega gorovja v ruski republiki Baškortostan, na 637 m n. m. Sprva teče proti jugu do mesta Orsk, kjer naredi obrat v desno in teče v srednjem toku približno 850 km naravnost zahodno do mesta Uralsk v Kazahstanu, od tam pa spet proti jugu do izliva, kjer oblikuje veliko prstasto delto.
Ima 29 pritokov, daljših od 100 km, od katerih sta največja Sakmara in Ilek.

## Raba
Večina porečja je redko naseljena in neizkoriščena. Vzdolž toka je sedem večjih akumulacijskih jezer iz časov Sovjetske zveze, ki so nastala z izgradnjo zajezitev za pridobivanje električne energije, regulacijo in varovanje pred poplavami ter namakanje. Hkrati so občutno spremenila rečni režim. Poleg tega je večina delte spremenjena v obdelovalne površine. Zaradi odvzema vode v sušnih letih Ural pred izlivom skoraj presahne.
V srednjem in spodnjem toku je reka plovna, a zaradi pogosto nizkega vodostaja raba za transport ni razvita. Glavni krak delte v ta namen umetno poglabljajo, saj Ural tam odlaga večje količine mulja.